# Аргутинский-Долгорукий, Моисей Захарович
Князь Моисей Захарович Аргутинский-Долгорукий (также Аргутинский-Долгоруков, арм.  Մովսէս Զաքարի Արղութեան Երկայնաբազուկ, 1797, Тифлис — 20 февраля 1855, там же) — русский военачальник армянского происхождения, генерал-лейтенант (19 августа 1845), генерал-адъютант (20 июля 1848), герой Кавказской войны.

## Биография
Родился в 1797 году в Тифлисе. Происходил из армянского княжеского рода, вероисповедание: Армянская апостольская церковь. Внучатый племянник патриарха Армении Иосифа Аргутинского, род которого (с братьями, племянниками и их потомством) в царствование Павла I был возведён 22 марта 1800 года в достоинство князей Российской империи Аргутинских-Долгоруких.
Готовясь к гражданской службе, учился в Тифлисском дворянском училище, но был замечен А. П. Ермоловым и тот уговорил его отца отправить молодого князя на военную службу. Умер 20 февраля 1855 в Тифлисе. Похоронен в родовом владении в селе Санаин, в притворе церкви Св. Богородицы монастыря Санаин.

### Послужной список

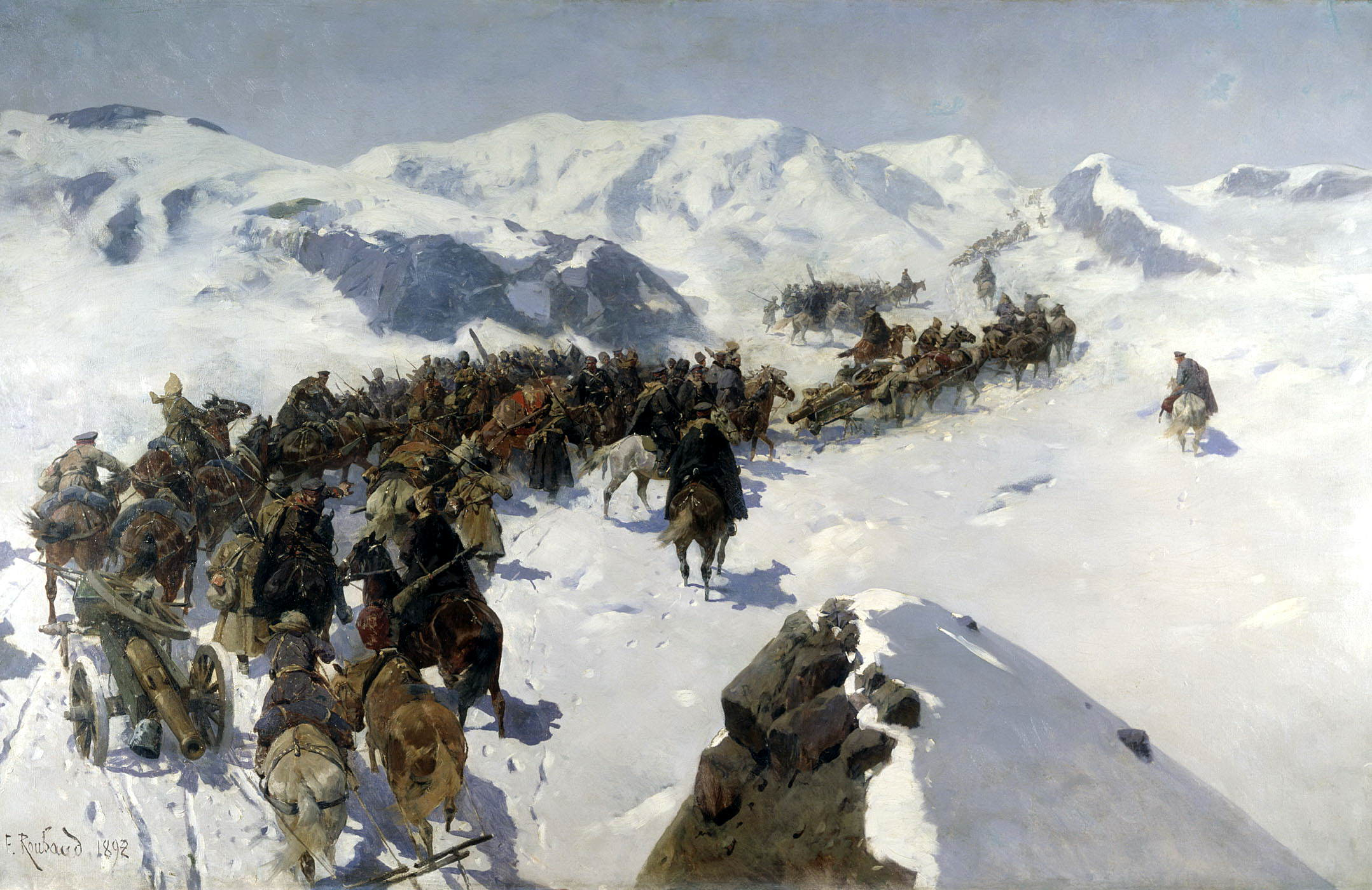
Ф. А. Рубо «Переход князя Аргутинского через Кавказский хребет», 1892.

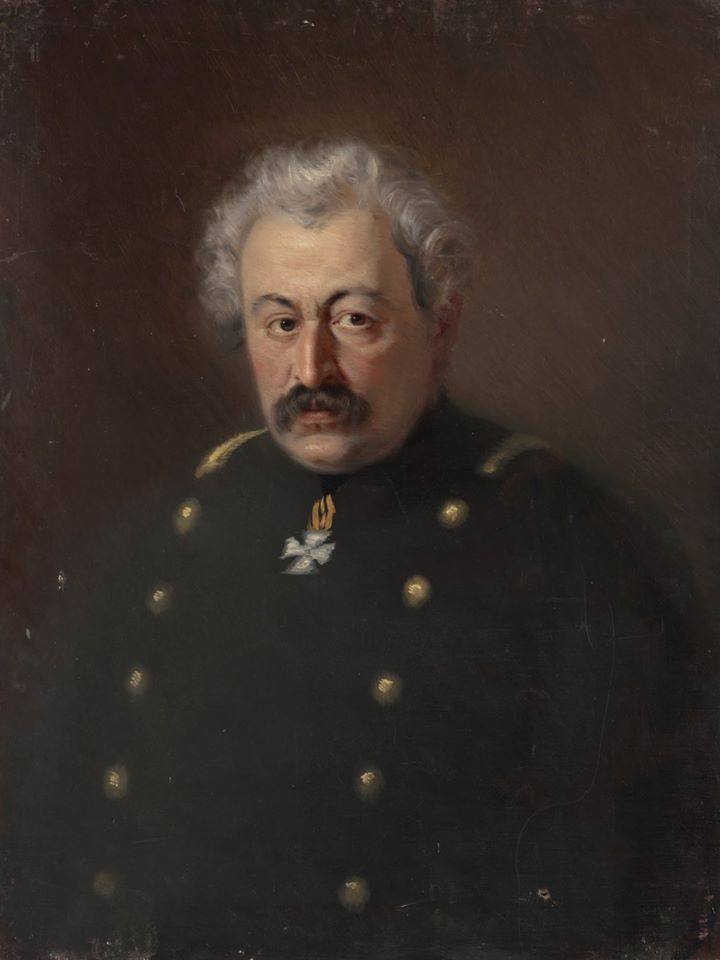
К. Е. Маковский «Портрет князя М. З. Аргутинского-Долгорукого», 1870-е.

- 1817 год — уехал в Санкт-Петербург, где зачислен в Конный лейб-гвардии полк.
- 1827 год — вернулся на Кавказ. Поступил в Грузинский гренадерский полк. Участвует в войне с Персией. Отличился в сражении при Джеван-Булаке (5 июля) и при штурме Эривани.
- 1828 год — комендант Эривани. Принимал активное участие в организации переселения персидских армян в Россию.
- 1829 год — участвует в войне с Турцией. Отличился в бою с лазами при Харте и при взятии крепости Олты.
- 1829—1830 годы — начальник Армянской области.
- Ноябрь — декабрь 1830 года — командует батальоном во время экспедиции в Джаро-Белоканскую область для усмирения восставших лезгин. 5 ноября разбил лезгин близ аула Закаталы, который взял штурмом и разрушил 14 ноября. 22—23 декабря окончательно разгромил лезгин, собравшихся напасть на русское укрепление Белоканы.
- Ноябрь — декабрь 1831 года — участвует в экспедиции против горцев в ущелье Капис-Дара.
- 1832 год — назначен командиром Тифлисского гренадерского полка.
- 1833 год — подавил восстание джалалинских куртинцев.
- 1837 год — участвует в экспедиции Розена в Цебельду. Участвует в постройке укрепления Константиновское, близ мыса Адлер. Занял с боем аул Лиеш.
- 1838 год — в Хачмазском ущелье нанёс поражение лезгинам, напавшим на Нуху.
- 1839 год — назначен управляющим Ахалцихской провинции и руководителем комиссии по борьбе с чумой.
- 1840 год — назначен командиром 1-й бригады Грузинского линейного батальона.
- 1841 год — подавил восстание в Гурии.
- 1842 год — назначен командиром Самурского отряда (4 батальона, 4 горных и 2 гарнизонных орудия, нескольких десятков казаков и милиции Илисуйского султаната). Победил имама Шамиля при Кюлюли в Казикумухском ханстве.
- 1844 год — назначен командующим войсками в Кубинском и Дербентском уездах Каспийской области.
- 1845 год — выступил с своим Самурским отрядом (11 батальонов и 2 тысячи человек милиции) на аул Телетль. Дойдя до реки Каракойсу и найдя, что от проливных дождей переправа стала почти невозможной, Аргутинский различными демонстративными действиями привлёк на себя внимание наиба Кебед-Магомы, который собрал значительные силы на левом берегу реки. Когда вода спала, Аргутинский переправился на левый берег и 21 июля атаковал эти скопища на высотах впереди Телетля. Послав милицию во фланг и тыл противника, он стремительно атаковал его с фронта своей пехотой и опрокинул штыками. Окруженные со всех сторон, горцы бежали в беспорядке, потеряв до 600 человек. Аргутинский, вернувшись на правый берег, занял оборонительное положение.
- Январь 1847 года — назначен Дербентским военным губернатором.
- 14 сентября 1847 года — взял аул Салты.
- 8 ноября 1847 года — назначен командующим войсками в Прикаспийском крае.
- 1848 год — взял Гергебиль (7 июля) и нанёс поражение Шамилю при ауле Ахты.
- 1849 год — осаждает аул Чох.
- 1850 год — разорил аулы Арчиб и Шалиб.
- 1851 год — отражает вторжение Хаджи-Мурата в Табасаран.
- 1853 год — в преддверии войны с Турцией, 22 августа Шамиль вторгся в пределы Лезгинской кордонной линии в Джаро-Белоканскую область. 27 августа Аргутинский распустил слух, что идёт в Табасаран. Чтобы утвердить его в умах населения, он двинул свои войска на Кумух и Хосрех, но 3 сентября, через Гудурский перевал Главного Кавказского хребта, вышел на сообщение Шамиля, вследствие чего последний 6 сентября отступил в горы.

## Звания и чины
- Юнкер гвардии (1816)
- Корнет гвардии (1818)
- Майор (1827)
- Подполковник за отличие при взятии Эривани (1827)
- Полковник за отличие в ходе военных действий на мысе Адлер (1837)
- Генерал-майор за победу в кюлюлинском сражении  (17 июня 1842)
- Генерал-лейтенант за отличие во время боевых действий против отрядов Шамиля (19 августа 1845)
- Генерал-адъютант за вторичное взятие аула Гергебиль (1848)[4][неавторитетный источник]

## Характеристика личности
Согласно оценке Военной эницклопедии Сытина (1913), генерал Аргутинский был:

Одним из самых выдающихся деятелей Кавказской войны, столь богатой замечательными боевыми натурами. Человек железной воли, высокоблагородных душевных качеств, он производил неотразимое обаяние не только на свои войска, но и на противника, на которого имя Аргутинского наводило страх. Его прямота, бескорыстие, прямодушие и верность слову вошли на Кавказе в пословицу, а глубокое знание им солдата, умение беречь его в самых серьезных, рискованных и опасных предприятиях слепо подчиняло ему войска, которые верили ему безгранично и охотно шли за ним повсюду. 

Все знали, что у Аргутинского неудачи не бывает, что всё у него взвешено, обдумано, предусмотрено и, стало быть, каждый шаг его ведет к успеху, к намеченной цели. Отвага его действий, быстрота и меткость его ударов (по войскам противника) принесли ему прозвище «Самурского льва», которое, как нельзя более шло к его фигуре — невысокой, плотной, хорошо сложенной. (Аргутинский ходил) всегда в мохнатой бурке на плечах и с папахой на голове. Из-под папахи резко выступали черты лица — крупные, энергичные; обветренные — зимою, опаленные солнцем — летом.— Аргутинский-Долгоруков, Моисей Захарович, князь // Военная энциклопедия : [в 18 т.] / под ред. В. Ф. Новицкого … [и др.]. — СПб. ; [М.] : Тип. т-ва И. Д. Сытина, 1911—1915.

## Награды
- Орден Святой Анны 2-й степени (29 ноября 1828)
- Орден Святого Георгия 4-й степени, за отличие при взятии крепости Олты (9 апреля 1831)
- Императорская корона к ордену Святой Анны 2-й степени, за отличие при Нухи (17 августа 1839)[5]
- Орден Святого Владимира 3-й степени, за отличие при подавлении восстания в Гурии (4 июля 1842)
- Орден Святого Георгия 3-й степени, в воздаяние личного мужества и храбрости, оказанных против горцев 2 июня 1842 года при Кюлюли (3 декабря 1842)
- Орден Святой Анны 1-й степени, за поражение горцев при Дювеке и Марги, покорение Согратля и Телетля, поражение лезгин при Дуккулбаре (17 октября 1843)
- Императорская корона к ордену Святой Анны 1-й степени (16 июля 1844)
- Золотая шпага с надписью «За храбрость», украшенная алмазами, за Акушу и Цудахар (5 августа 1844)
- Орден Святого Владимира 2-й степени, за действия против горцев Шамиля (23 февраля 1847)
- Орден Белого орла, за взятие штурмом аулов Гергебиль и Салты (3 октября 1847)
- Орден Святого Александра Невского, за поражение отрядов Шамиля близ Мискинджи (22 октября 1848)
- Бриллиантовые знаки к ордену Святого Александра Невского (6 декабря 1850)
- Орден Святого Владимира 1-й степени, за действия против горцев Шамиля (22 августа 1851)
- Знак отличия беспорочной службы за XXX лет (22 августа 1851)

## Память

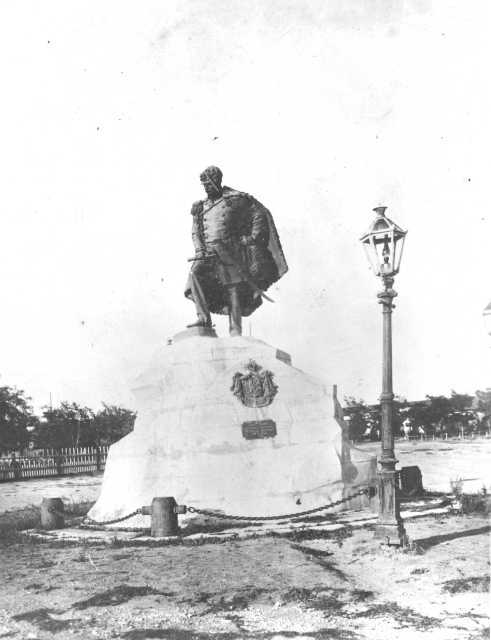
Памятник Аргутинскому-Долгорукому в Темир-Хан-Шуре

В 1878 году князю М. З. Аргутинскому-Долгорукому поставлен памятник в Темир-Хан-Шуре работы скульптора И. И. Подозерова (снесён большевиками в 1921 году).
Именем Аргутинского-Долгорукого была названа центральная улица города Темир-Хан-Шура — Аргутинская (ныне ул. Ленина) ведущая к резиденции генерал-губернатора (ныне Буйнакское педучилище).

## Историческая оценка
Успехи русских войск в ходе Кавказской войны во многом были достигнуты благодаря деятельности князя Аргутинского-Долгорукого, который хорошо знал Кавказ и тактику ведения горной войны. Горцы прозвали его «Самурским вепрем», а в русской армии «Самурским львом» по имени Самурского военного отряда, которым он командовал.
Его смелый переход через Кавказский хребет современники ставили в один ряд с знаменитым переходом Суворова через Альпы.

## Семья
Моисей Захарович Аргутинский-Долгорукий не был женат и не имел детей.
Родной брат Иван Захарьевич Аргутинский-Долгорукий, проживал в Тифлисе, где и скончался в августе 1854 года